# موسون فيلاني
موسون فيلاني (بالإنجليزية: Mosun Filani)‏، هي مُمثلة نيجيرية.